# Magnolia foveolata
Magnolia foveolata är en magnoliaväxtart som först beskrevs av Elmer Drew Merrill och James Edgar Dandy, och fick sitt nu gällande namn av Richard B. Figlar. Magnolia foveolata ingår i släktet Magnolia och familjen magnoliaväxter. Inga underarter finns listade i Catalogue of Life.